# Język kilmeri
Język kilmeri, także: kilmera, mbo – język papuaski używany w prowincji Sandaun w Papui-Nowej Gwinei. Według danych z 2004 roku mówi nim blisko 2 tys. osób. Należy do rodziny języków granicznych, łączącej szereg języków używanych na pograniczu Indonezji i Papui-Nowej Gwinei.
Jego użytkownicy zamieszkują 15 wsi w dystrykcie Vanimo. W 1981 r. wyróżniono dwa główne dialekty: zachodni i wschodni, przy czym niewykluczone, że dialekt zachodni jest zróżnicowany wewnętrznie.
Zagrożony wymarciem. Odnotowano, że jest wypierany przez tok pisin, do czego przyczyniają się małżeństwa mieszane oraz wpływ systemu edukacji.
Sporządzono opis jego gramatyki (2018) .